# Větvení

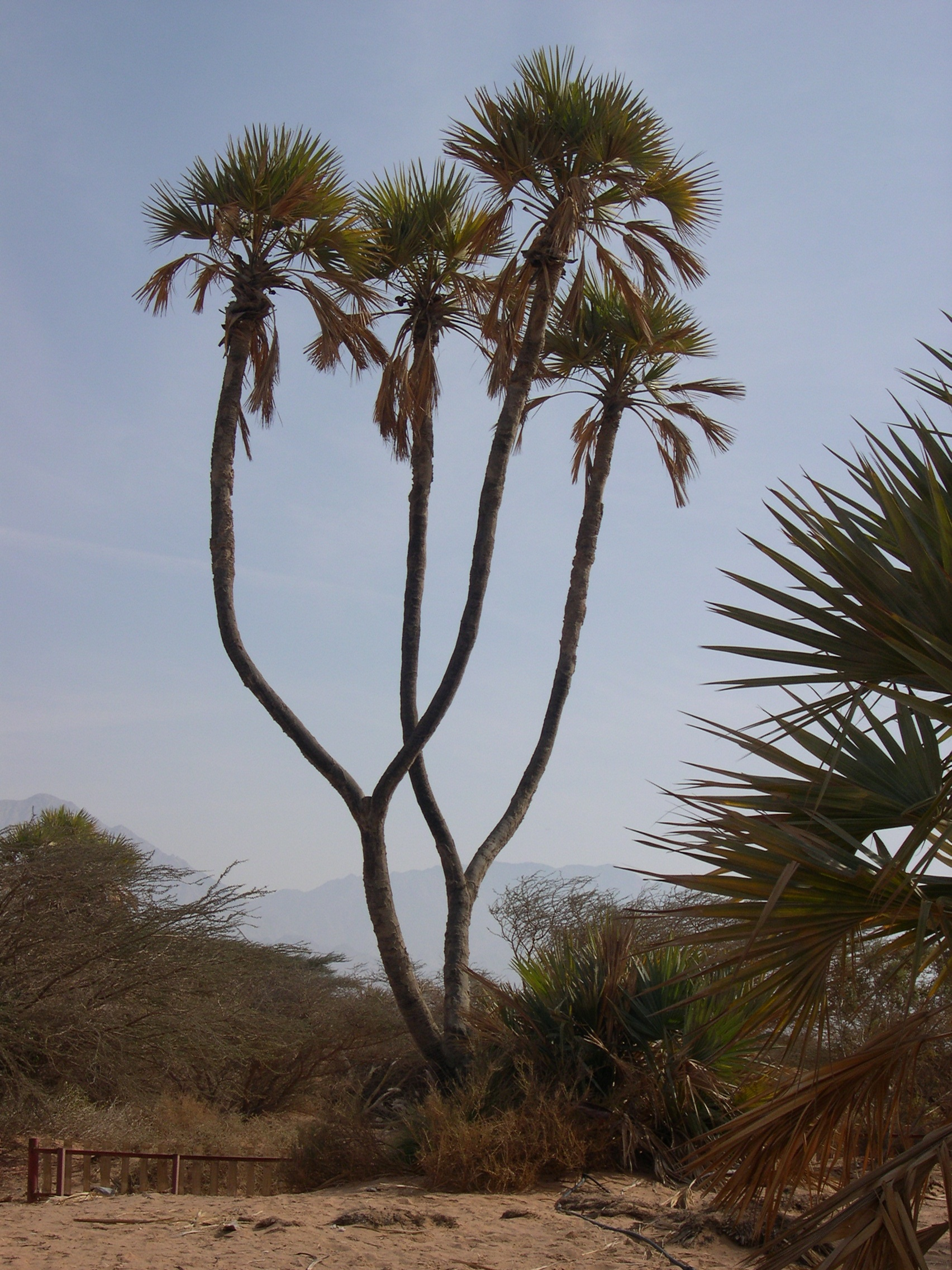
Vidličnatě větvený kmen palmy dumy thébské

Větvení rostlinných orgánů (stonek, oddenek, kořen) je proces, při němž se orgán během růstu dělí na dvě či více částí. Při vidličnatém dělení se růstový vrchol rozděluje na dvě shodné poloviny. Jiný způsob je u postranního větvení, kdy boční větve vyrůstají z pupenů v paždí listů. Při monopodiálním větvení pokračuje v růstu hlavní stonek, zatímco při sympodiálním větvení jeho funkci přebírá postranní větévka. 
Větvení stonků má spolu s dalšími faktory zásadní vliv na celkový vzhled (habitus) rostlin. Zároveň je i důležitým systematickým znakem. 

## Vidličnaté větvení
Vidličnaté (dichotomické, hemiblastické) větvení je charakteristické pro vývojově původnější skupiny rostlin. Vyskytuje se u stélek bezcévných rostlin, jako jsou řasy (např. Dictyota, Fucus) nebo mechorosty (hlevíky, játrovky). Z vyšších rostlin se vyskytuje u celé řady výtrusných rostlin, jako jsou plavuně, vranečky a kořeny šídlatek a různé kapradiny (prutovky, hasivka orličí, podezřeně, pnulky, gleicheniovité aj.). Navzdory tradiční představě však bylo pravé dichotomické větvení prokázáno i u řady semenných rostlin, například u kořenů cykasů a borovic, stonků některých jednoděložných, jako jsou palmy (chamedorea, duma, nypa cukrodárná), chopatec (Flagellaria) nebo strelície (Strelitzia), a dokonce i u některých kaktusů (mamilárie, Echinocereus).
Stonek se při dichotomickém větvení rozvětvuje tak, že se růstový vrchol rozdělí na dvě shodné dceřiné větve, které obě pokračují v růstu. U některých rostlin jedna z dceřiných větví mohutní a pokračuje v růstu ve směru původního stonku, zatímco druhá je odtlačována do strany. Vzniká tak zdánlivě monopodiální větvení, které se označuje jako pseudomonopodium. Na rozdíl od postranního větvení nedochází k rozvětvování stonku prostřednictvím pupenů v paždí listů a je tedy nezávislé na postavení listů na stonku. Vidličnaté větvení může někdy připomínat větvení sympodiální (např. u jmelí), které však má jiný mechanismus vzniku. V takovém případě se hovoří o větvení pseudodichotomickém.

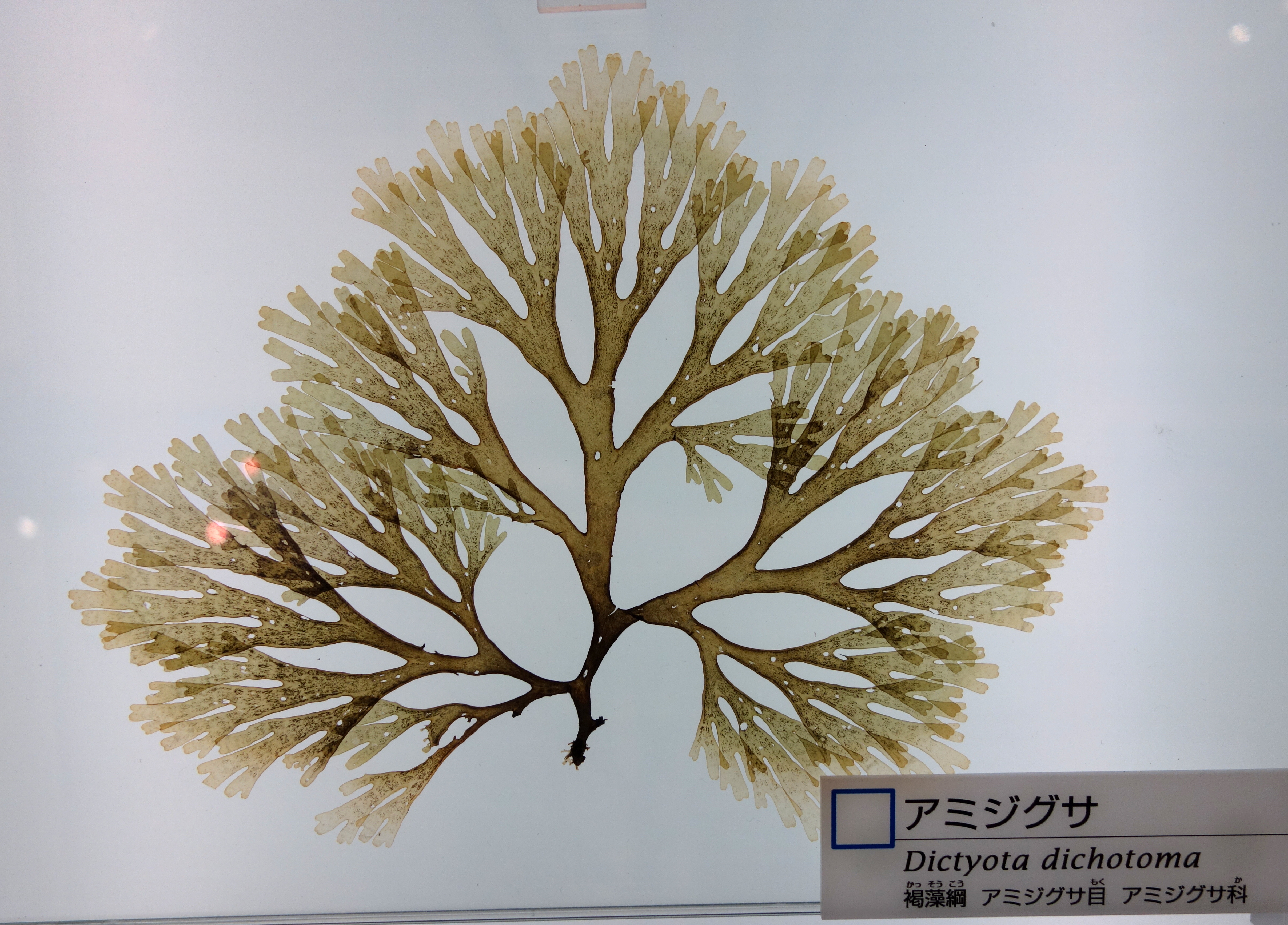
Vidličnaté větvení stélky hnědé řasy Dictyota dichotoma
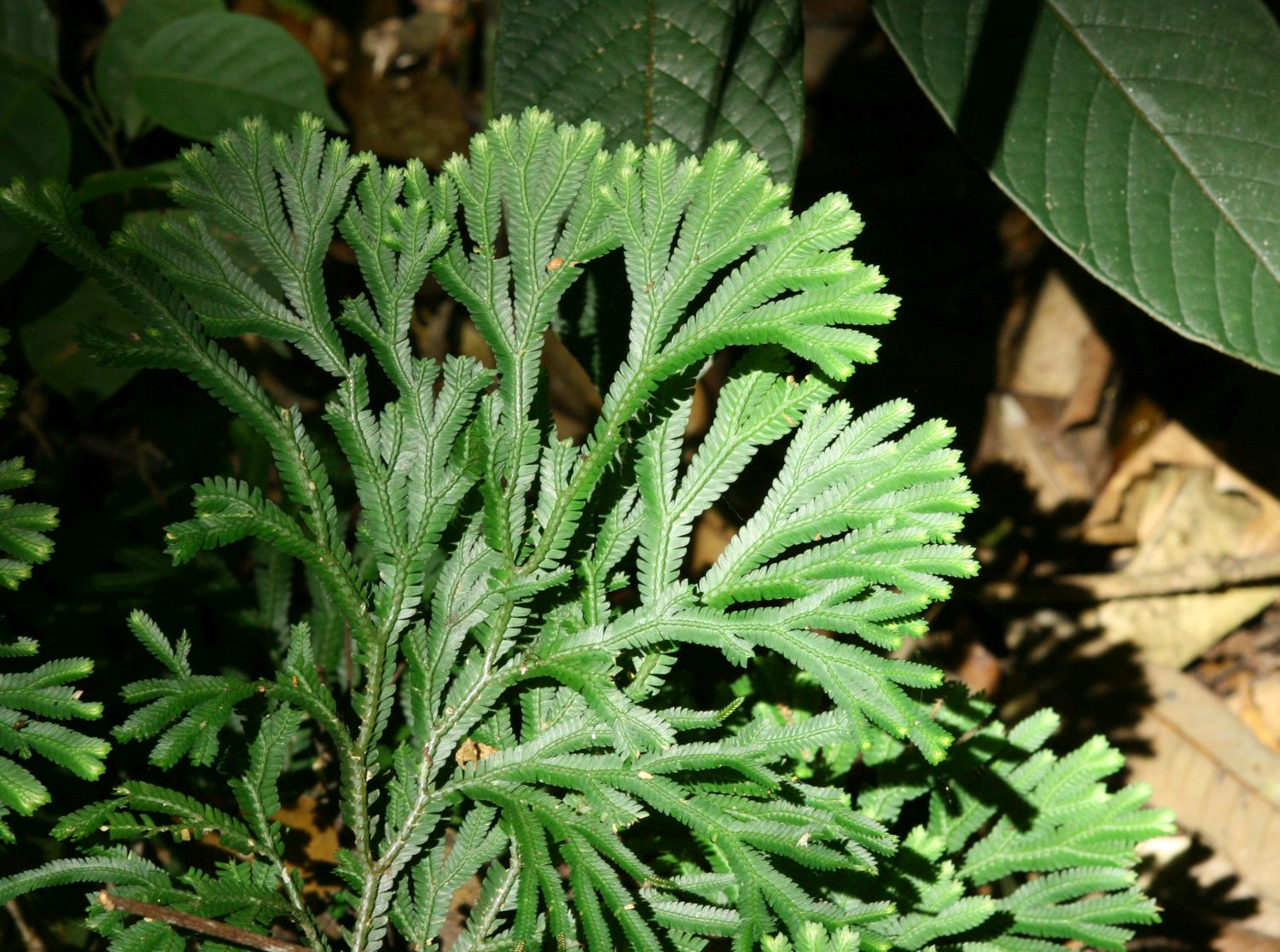
Vidličnaté větvení vranečku Selaginella intermedia
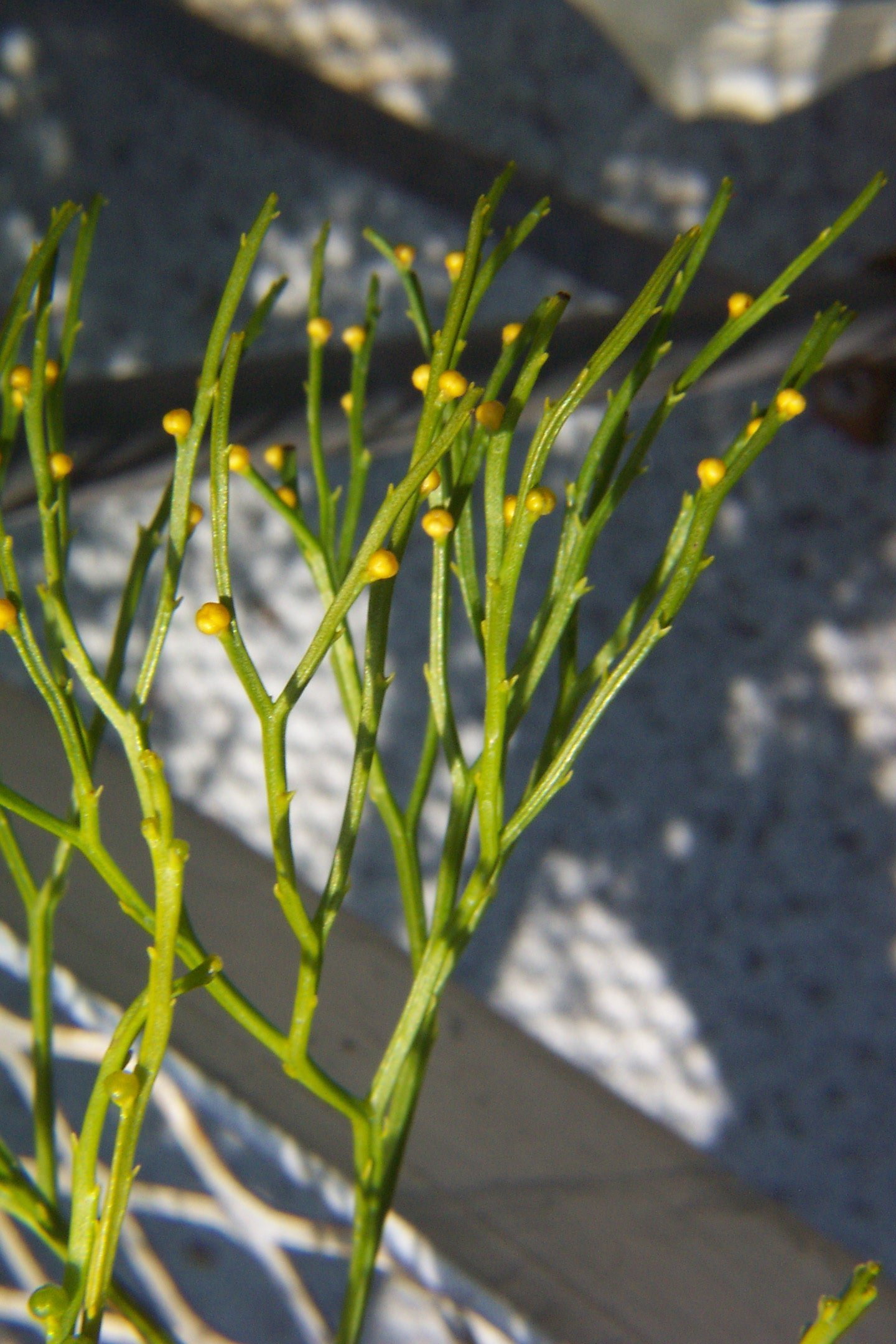
Vidličnaté větvení prutovky
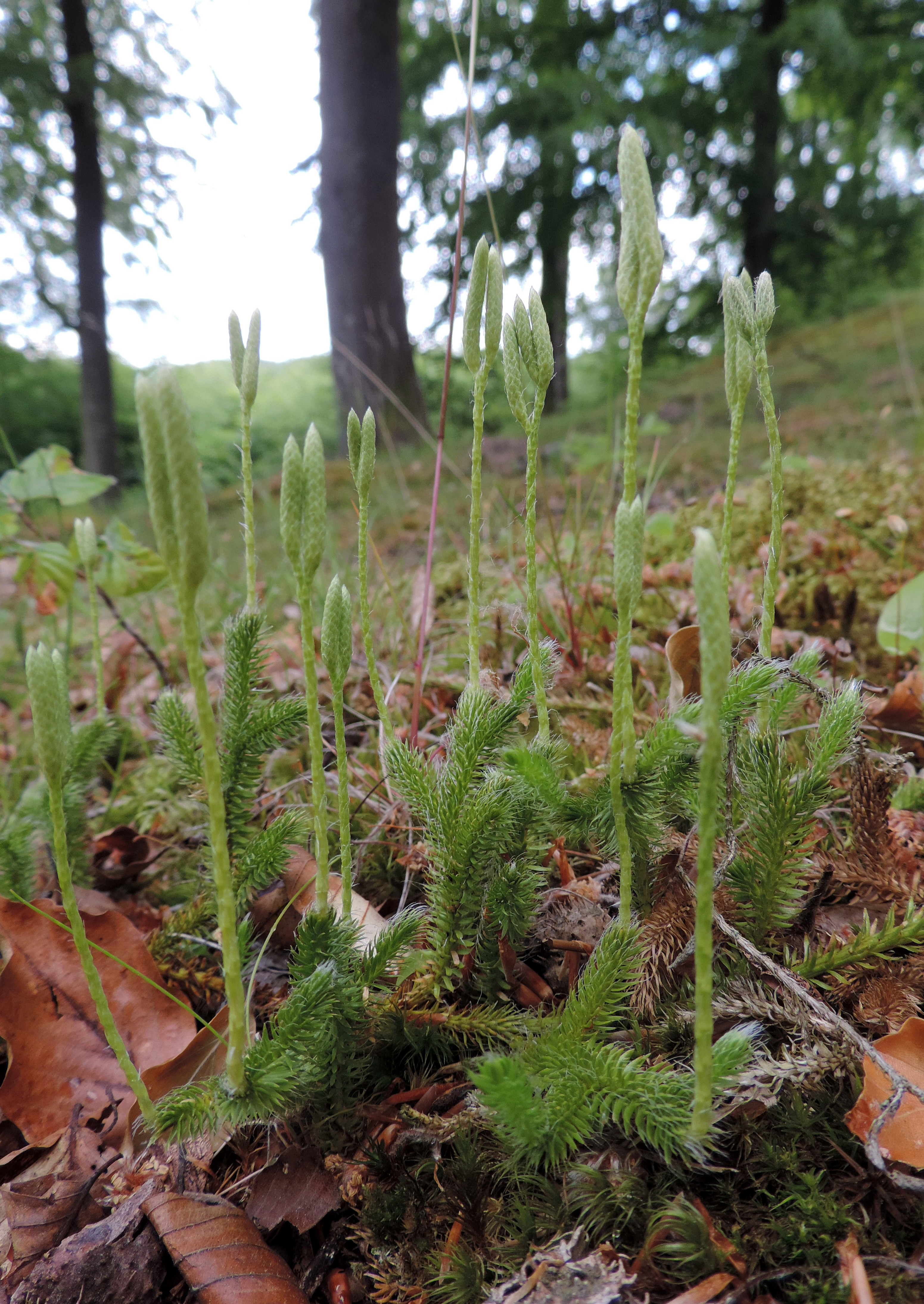
Pseudomonopodiální větvení plavuně

## Postranní (boční) větvení
Postranní (holoblastické, axiální) větvení je charakteristické pro většinu dnešních cévnatých rostlin. Na rozdíl od vidličnatého větvení při něm vyrůstají postranní větévky z bočních pupenů v paždí listů. Na základě toho, která z větví se stává dominantní, se rozlišuje větvení monopodiální a sympodiální. U některých rostlinných rodů se lze setkat s oběma typy větvení. Příkladem může být mateřídouška, u níž jsou některé druhy větvené sympodiálně a jiné monopodiálně. Rovněž mezi orchidejemi lze nalézt monopodiálně i sympodiálně větvené druhy.

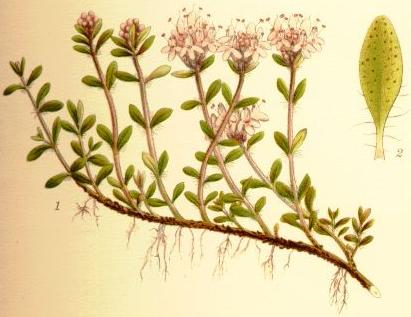
Monopodiálně větvená mateřídouška úzkolistá
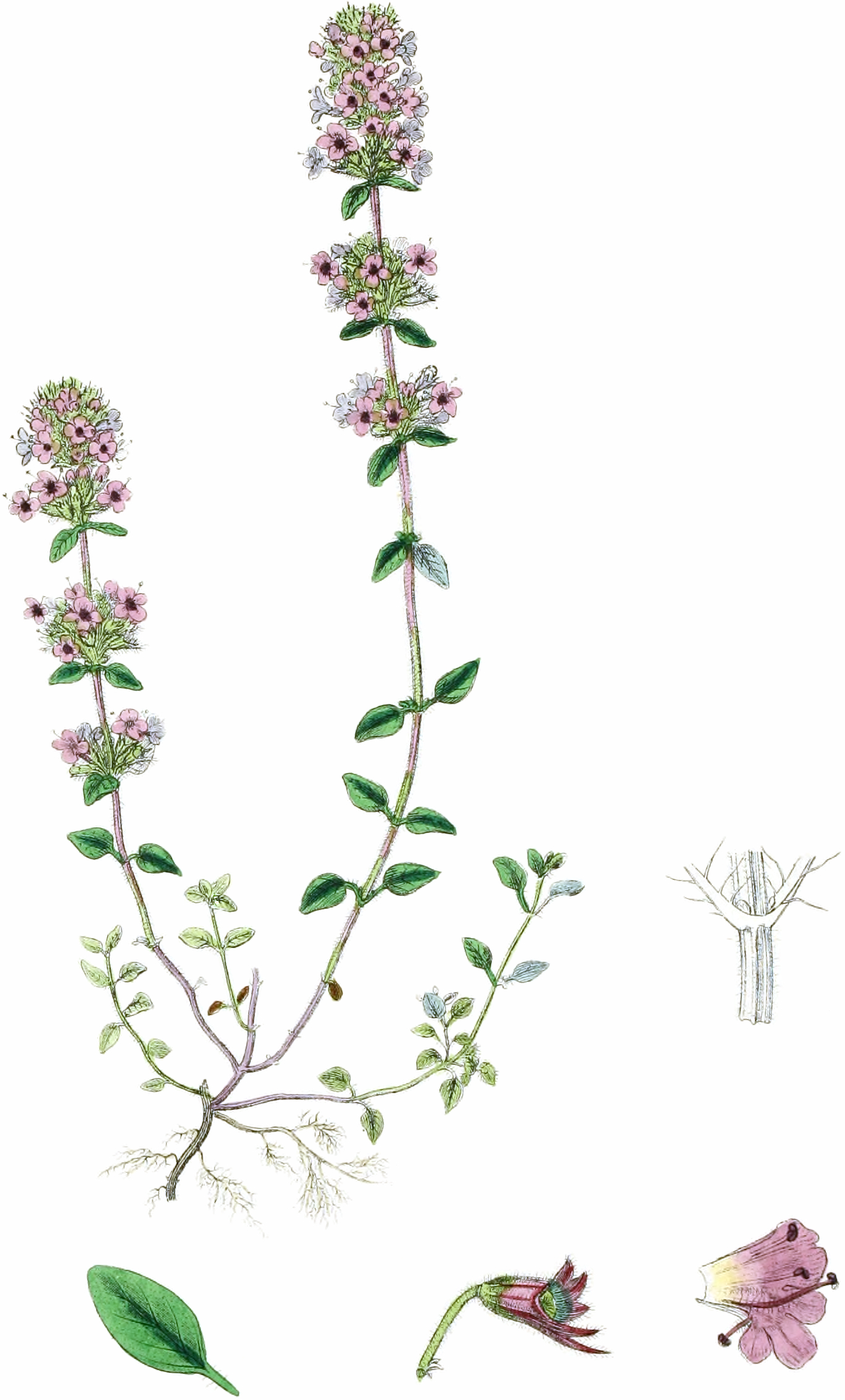
Sympodiálně větvená mateřídouška vejčitá

### Monopodiální větvení

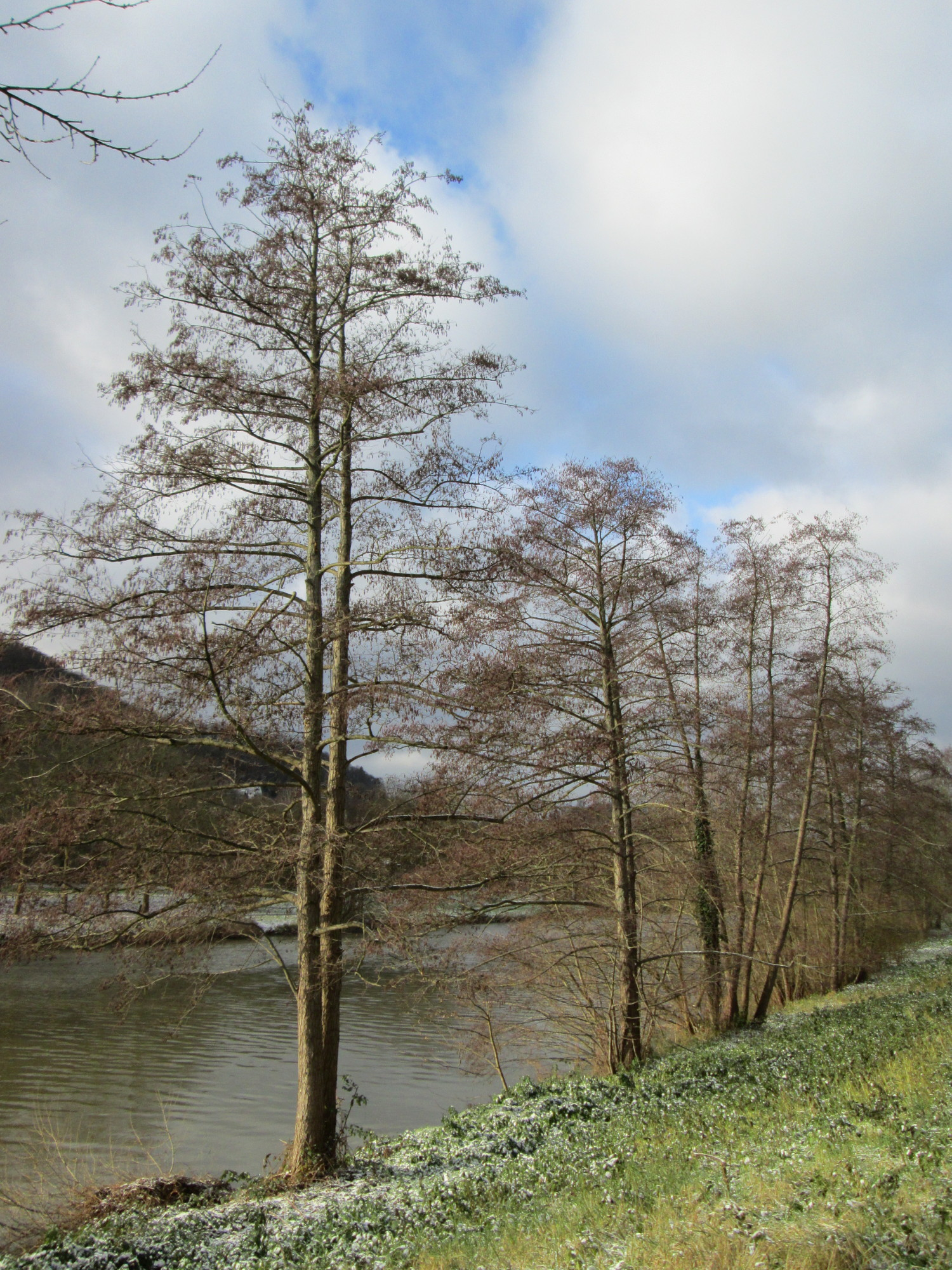
Monopodiální kmen olše lepkavé

U monopodiálního větvení stonku vrcholový pupen pokračuje v růstu a vytváří nody a internodia, zatímco z postranních pupenů se tvoří listy, v jejichž paždí pak vyrůstají postranní větévky. Charakteristické pro něj je, že podpůrný list (tedy list, v jehož paždí vyrůstá postranní větévka) je na stejné straně stonku jako postranní větev. Hlavní stonek bývá většinou rovný a delší než postranní větve. Pro monopodiálně větvené stromy je charakteristický dlouhý průběžný kmen, který však nemusí být vždy zřetelný. Toto větvení je typické pro stromovité jehličnany (smrk, jedle, modřín aj.). Z listnáčů jsou monopodiálně větvené např. olše, duby, jasany a slivoně.
U některých monopodiálně větvených lián (např. mučenka) se z postranních větví vytvářejí úponky. Monopodiálně větvené rostliny bývají méně rozvětvené než sympodiální, neboť vrcholový pupen prostřednictvím fytohormonů potlačuje růst postranních větví.
Pro monopodiálně větvené oddenky je charakteristické, že nové nadzemní stonky vyrůstají z postranních větví oddenku, kdežto jeho vrchol pokračuje v růstu v původním směru. Takové oddenky má například vraní oko.
Obdobný model větvení se uplatňuje u monopodiálních neboli hroznovitých květenství. Tato květenství mají souvislý hlavní stonek, který není přerůstán postranními větvemi. Květy v takovém květenství rozkvétají odzdola nahoru, respektive od obvodu ke středu květenství. Mezi taková květenství náleží hrozen, lata, okolík, chocholík, klas, jehněda, palice, hlávka či úbor.

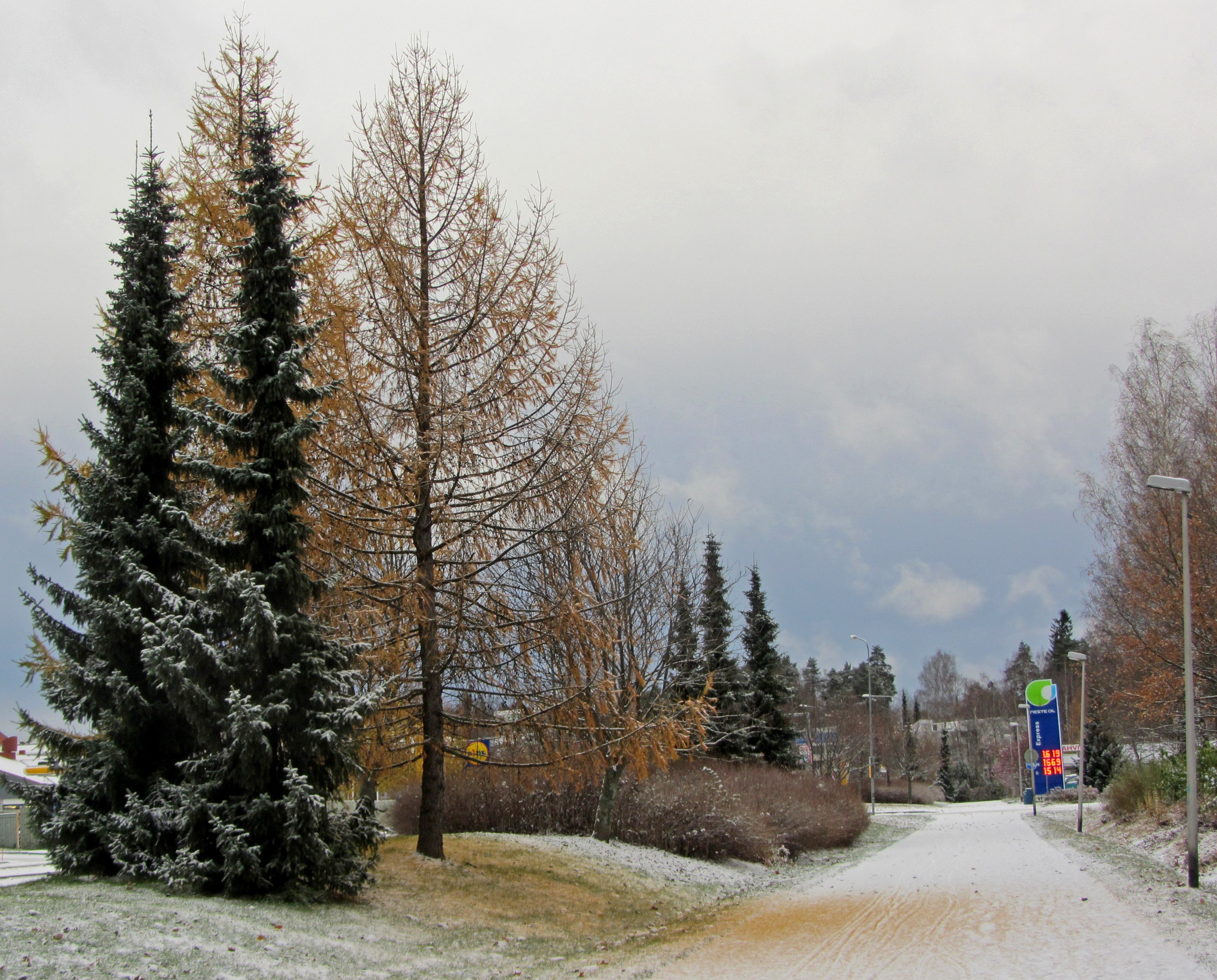
Monopodiální větvení jehličnanů: dominantní průběžný kmen a tenké postranní větve
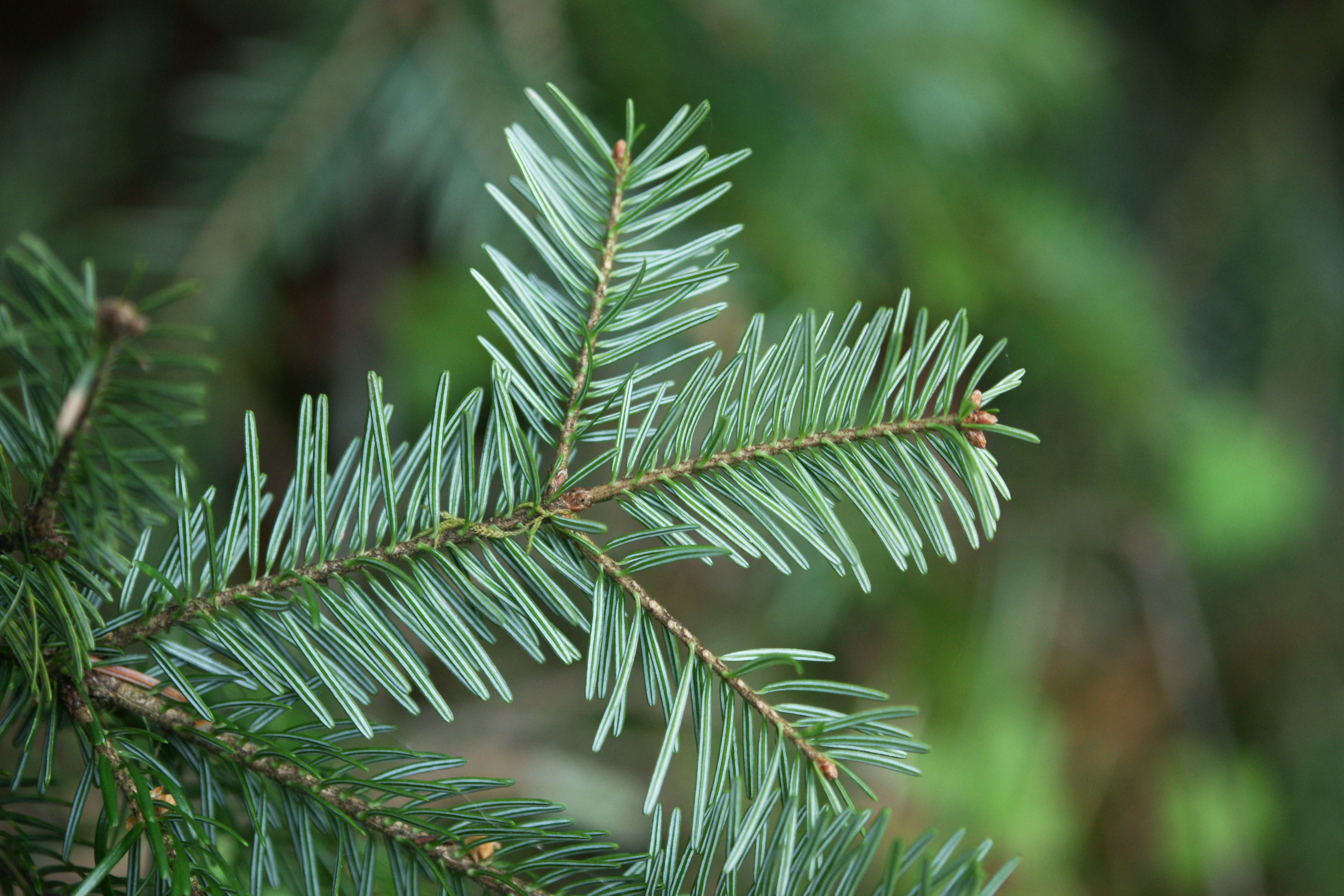
Monopodiální větvení jedlové větévky
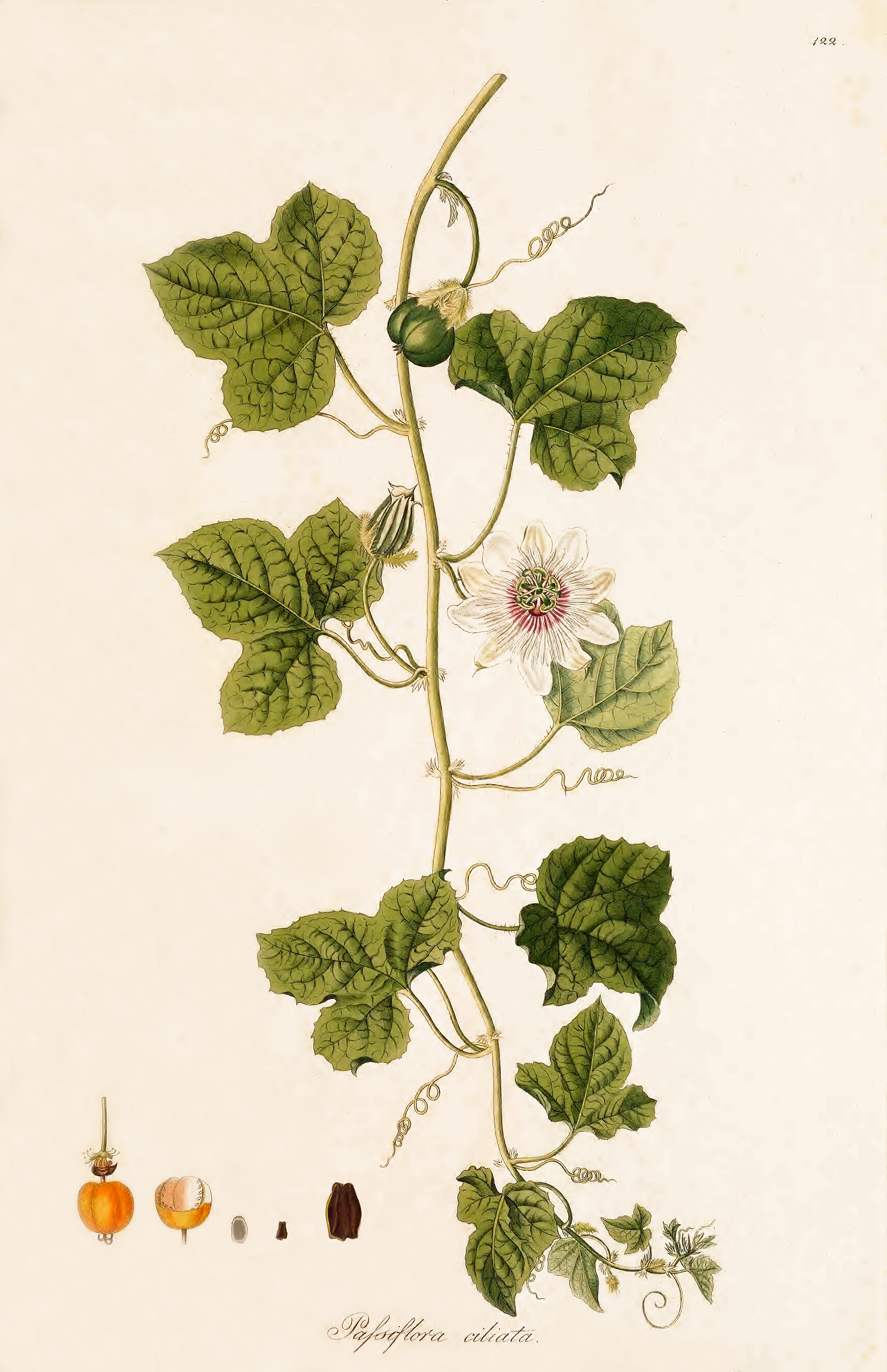
Monopodiální větvení u mučenky – z postranních větví se formují úponky

### Sympodiální větvení

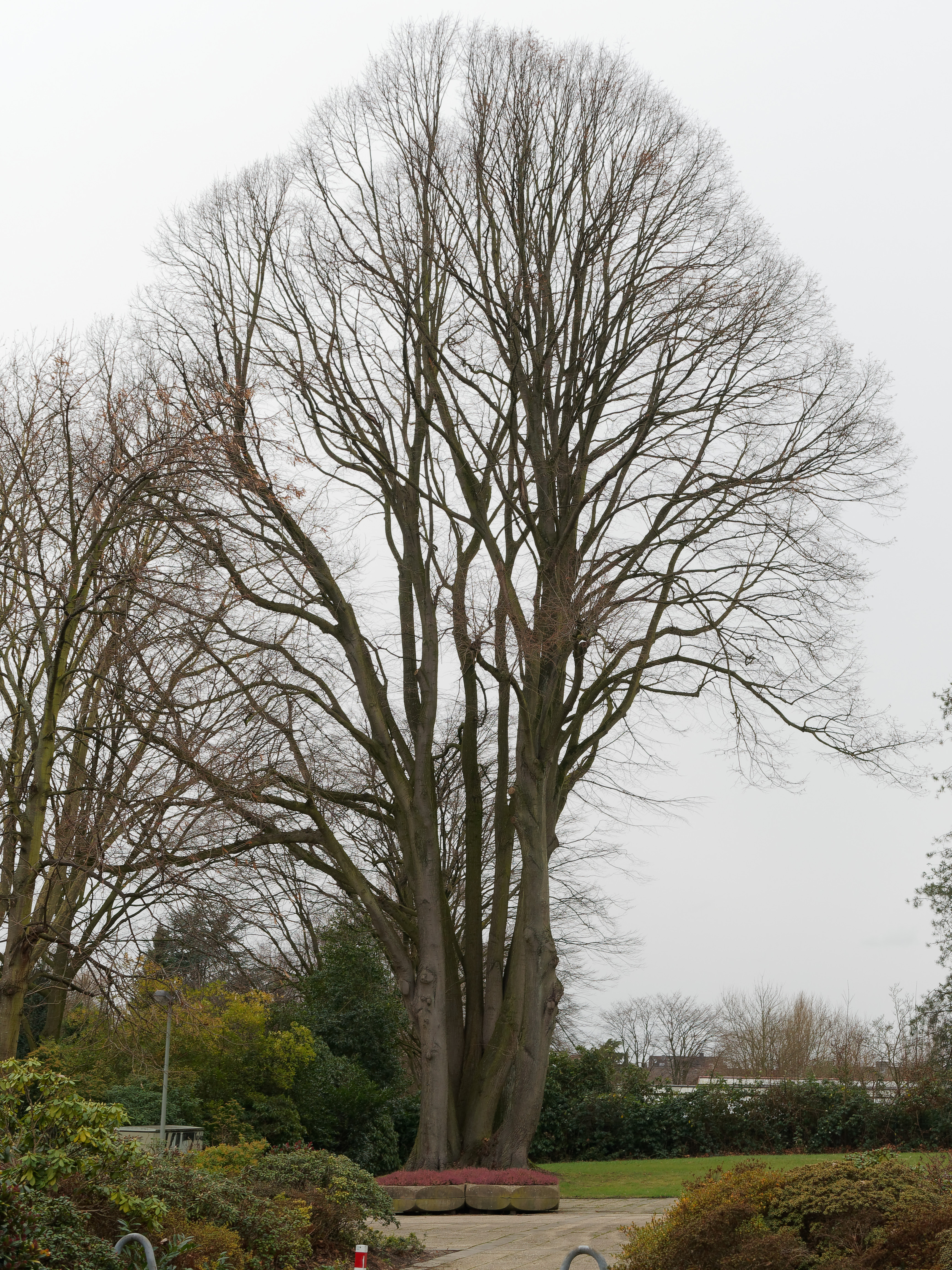
Monochaziální větvení lípy

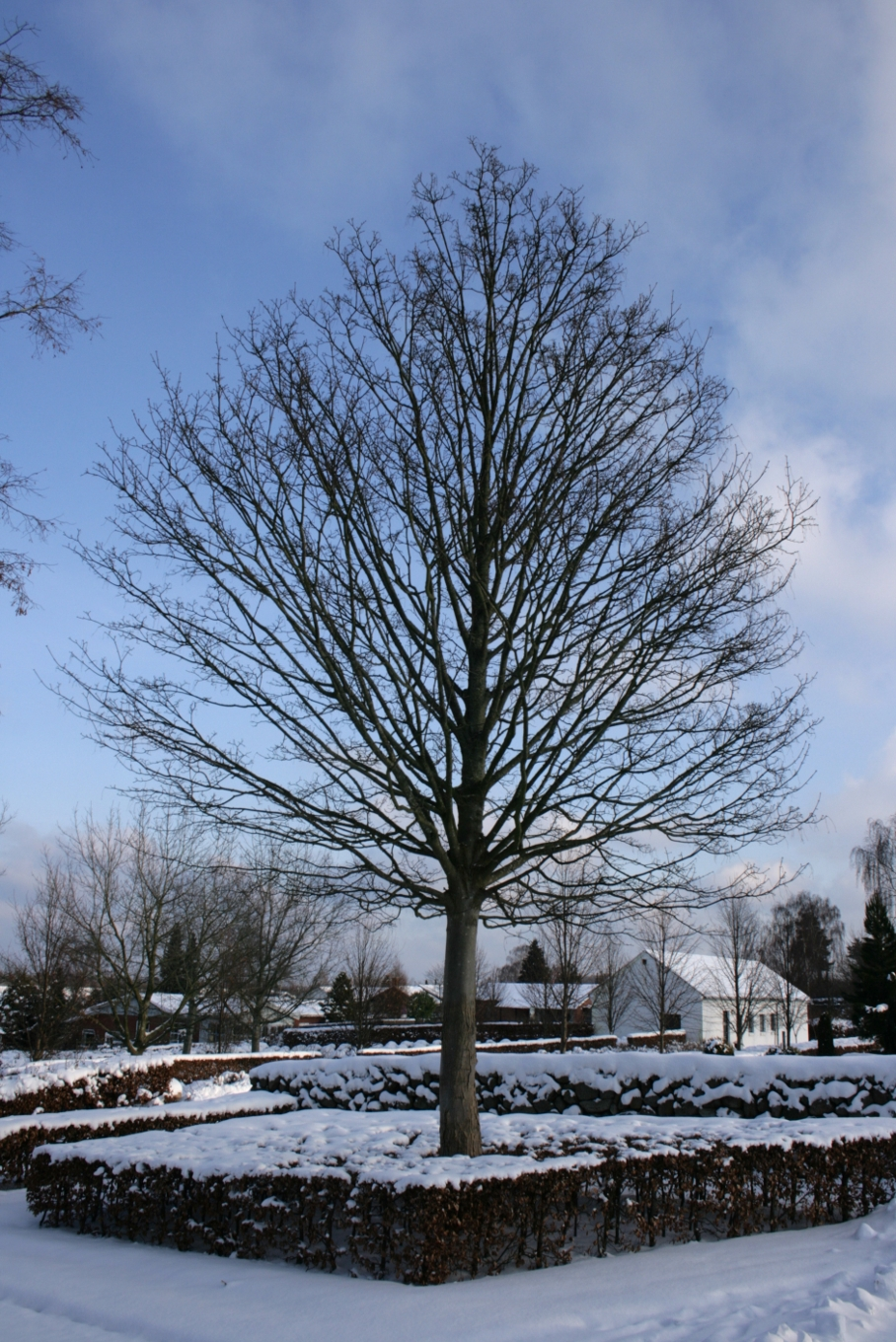
Dichaziální větvení javoru

Pro sympodiální větvení je charakteristické, že funkci hlavního stonku přebírají v uzlinách postranní větve, vyrůstající z bočních pupenů v úžlabí listů, a přerůstají hlavní stonek. V další uzlině se pak proces opakuje. U rostlin se střídavě postavenými listy pokračuje v růstu jen jedna hlavní větev a takový stonek se označuje jako monocházium. Charakteristický je pro něj cik-cak růst mladých větévek, který je zřetelný například u lípy nebo u jilmu. Z vrcholového pupenu hlavního stonku buď vyrůstá list nebo květ či květenství, nebo pokračuje v růstu, je však zatlačen do strany a vytváří zdánlivě postranní větévku, která se může dále dělit. U révy a loubince pokračuje hlavní stonek v růstu jako úponek. Charakteristickým znakem monochaziálně větvených rostlin je postavení podpůrného listu, který je na opačné straně než "postranní" větev. U rostlin se vstřícnými listy je vývoj postranních větví z pupenů v úžlabí dvou protistojných listů zpravidla doprovázen zaschnutím vrcholového pupenu na hlavním stonku. Takový stonek se označuje jako dicházium. Z vrcholového pupenu může vyrůstat květ či květenství, jak je to obvyklé např. u šeříku. Pro rostliny s dichaziálním větvením je charakteristické vstřícné postavení postranních větévek. Pokud tento typ větvení připomíná dichotomické větvení, označuje se jako pseudodichotomie. Větvení sympodiálně větvených rostlin bývá podstatně bohatší než u rostlin větvených monopodiálně, protože růst bočních větví není potlačován vrcholovým pupenem.
U sympodiálně větvených oddenků se růstový vrchol v určité fázi ohýbá směrem vzhůru a vyrůstá z něj nadzemní stonek, zatímco oddenek pokračuje v růstu horizontálním směrem prostřednictvím postranní větve. Toto větvení oddenku je charakteristické například pro sasanky, kokoříky nebo konvalinku.
Sympodiální neboli vrcholičnatá květenství mají krátký hlavní stonek, jehož růst je záhy ukončen koncovým květem a růst přebírají postranní větve, které hlavní stonek přerůstají a obdobným způsobem se dále větví. Vrcholičnatá květenství proto rozkvétají od středu k okraji, resp. od vrcholu k bázi. Podle toho, zda je hlavní stonek přerůstán jednou nebo dvěma větvemi, se rozlišují květenství monochaziální nebo dichaziální. Mezi sympodiální květenství náleží vrcholík, vidlan, vijan, srpek, vějířek, svazeček, klubko a šroubel. Některá složená květenství však mají oba typy větvení (tedy jak monopodiální tak i sympodiální). Příkladem může být hrozen vijanů u jírovce, vijan hroznů zemědýmu nebo cyathium pryšců, což je okolík složený z vrcholíků.

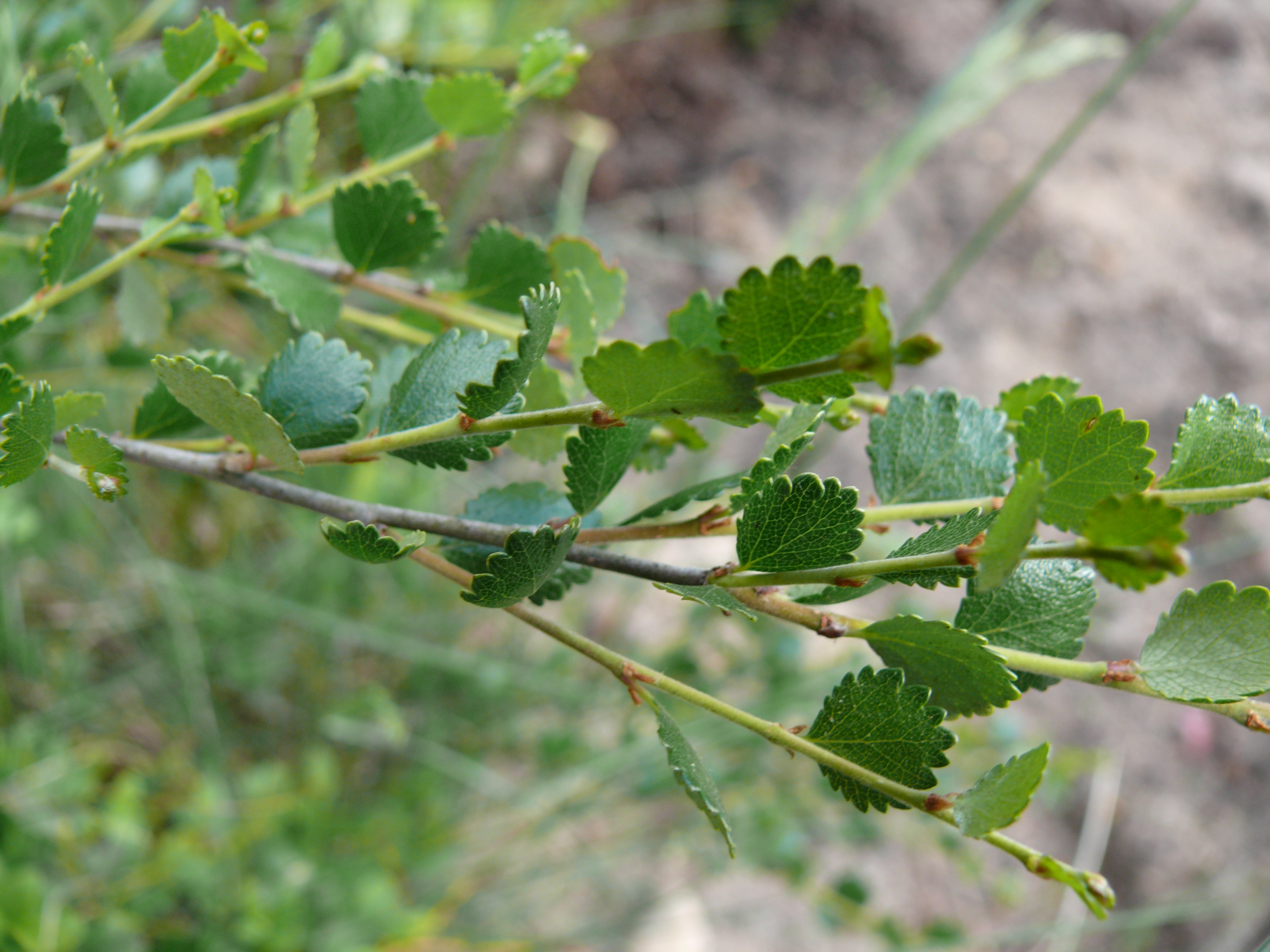
Monochaziální větvení břízy
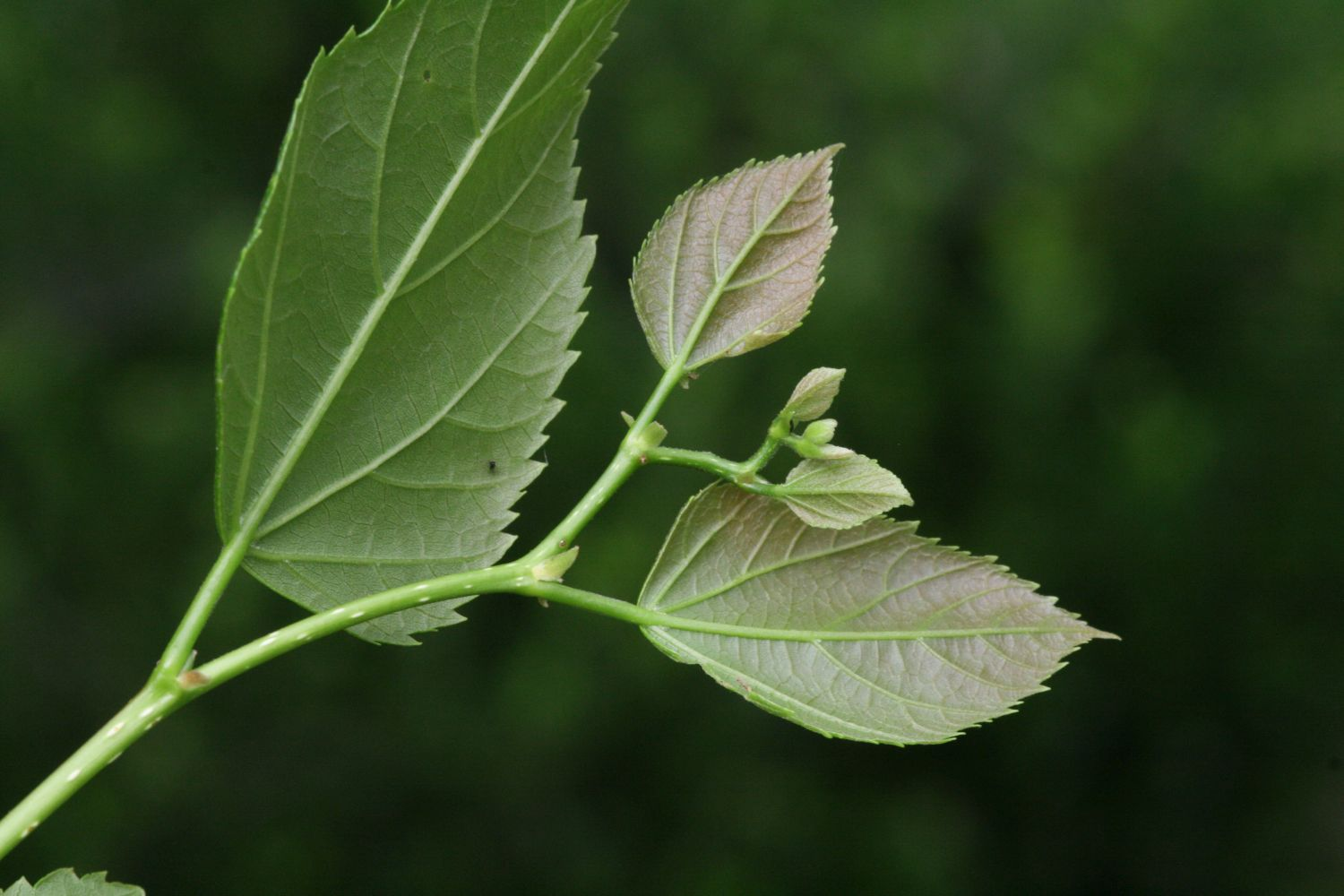
Cik-cak větévka, charakteristická pro monochaziální větvení (lípa)
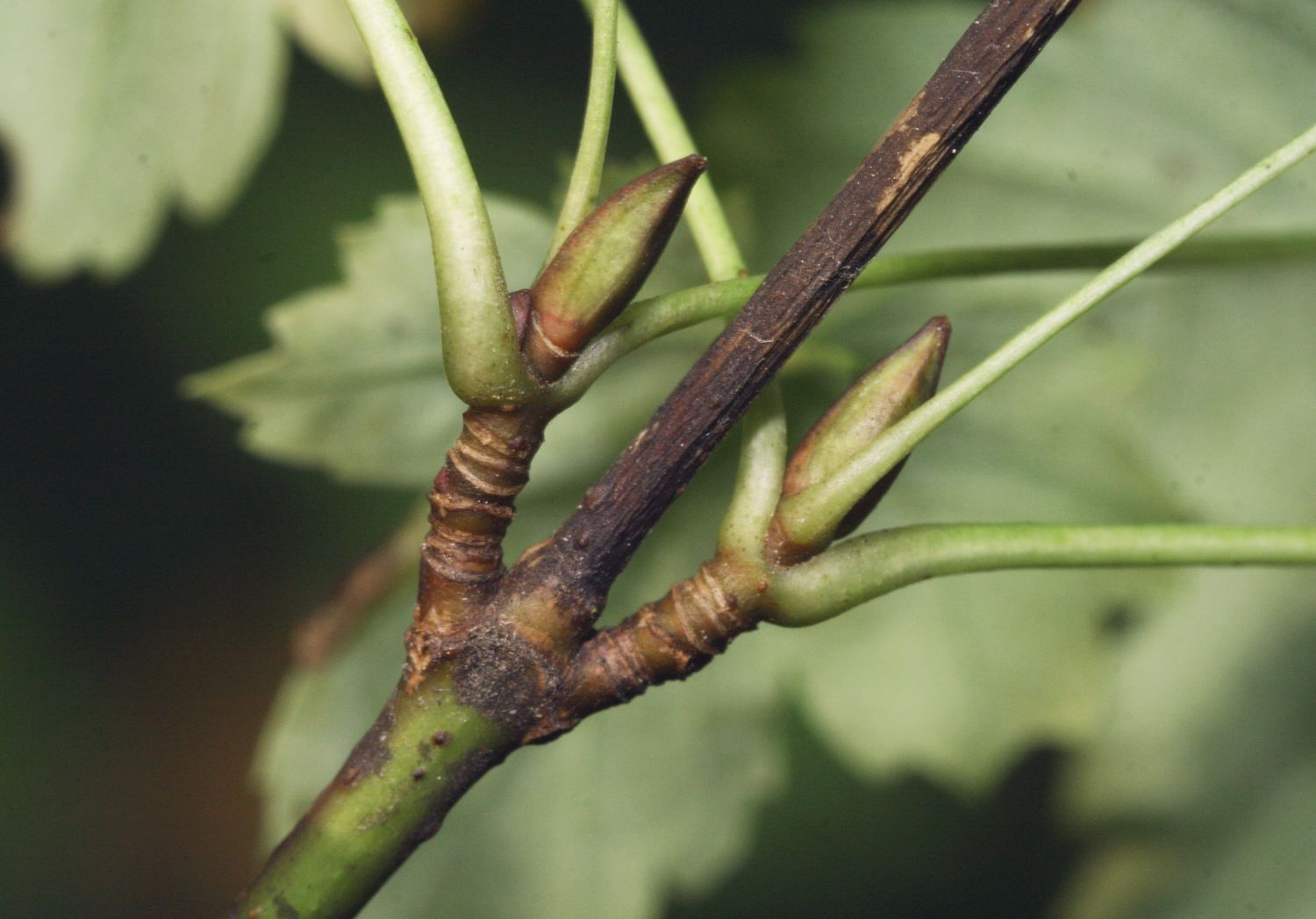
Dichaziální větvení kaliny
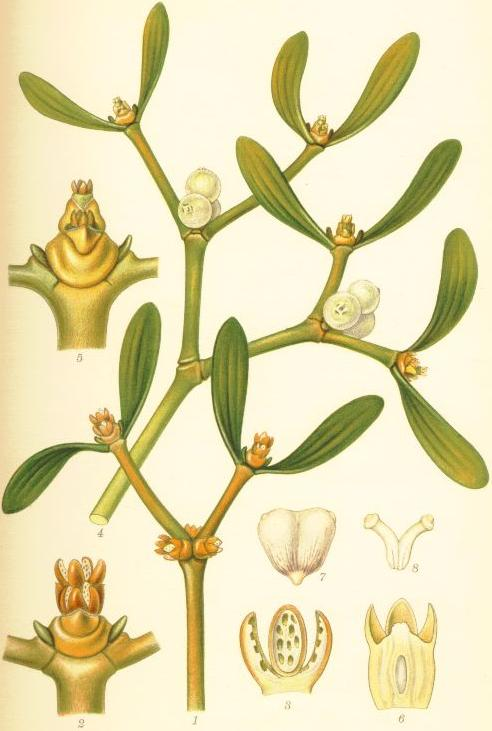
Pseudodichotomické větvení jmelí